# Auce
Auce (németül: Alt-Autz, litvánul: Aukė) város Lettországban, közel a litván határhoz. A települést először 1576-ban, Gotthard kurzemei herceg oklevelében említik. Városi rangot az első Lett Köztársaság idején, 1924-ben kapott.

## Lakossága
A 2007-es adatok szerint a város lakosságának 80,8%-a lett, 10%-a litván, 5%-a orosz, 1,2%-a cigány, a fennmaradó 3% pedig egyéb nemzetiségű.

## Látnivalók
A város legjelentősebb épületegyüttese a von Medem grófi család 1841–1845 között épült kastélya és a kastélyhoz csatlakozó 13 hektáros angolpark. A park, mint arborétum, és a kastély 1921 óta a Lett Mezőgazdasági Egyetemhez tartozik.
1873-ban nyitották meg a Rīga–Mažeikiai-vasútvonalat, ekkor épült az aucei vasútállomás épülete.